# Sonia Fidalgo
Sonia María Fidalgo González (Turón, 1975) es una política y presentadora de televisión asturiana. Es concejal socialista en el Ayuntamiento de Oviedo desde el 17 de junio de 2023.

## Biografía
Sonia Fidalgo nació en Turón en 1975. Realizó sus estudios primarios en el Colegio Público Evaristo Valle de Gijón.
Desde muy pronto se involucra en el mundo de la comunicación. Se inicia en la productora Videoimagen, redactando noticias para medios nacionales y regionales como RTVE, TVG o ETB. Además, también trabaja en la radio, en cadenas como Cadena SER o Onda Cero. Más tarde, pasa a ser responsable de la Delegación de Informativos Telecinco para Asturias, Cantabria y Castilla y León.
Entre 1999 y 2008 fue la responsable de Comunicación de Izquierda Unida de Asturias. Incorporada a Radiotelevisión del Principado de Asturias, presentó el programa cultural Transeúntes y también la reinvención de este programa como tvshow Terapia de Grupo. También ha presentado Conexión Asturias, Sones, Cantadera y Día de Mercáu (programa este último que además dirigió). En la actualidad sigue vinculada a RTPA como presentadora de los programas Pueblos y Babel.
En las elecciones municipales de 2023 en Oviedo, donde reside, se presentó cuarta en la lista del PSOE, saliendo elegida concejala.

## Vida privada
Sonia Fidalgo estaba casada con el escritor en asturiano Xuan Bello, con el que tiene una hija. Vive en Caces, Oviedo.